# Бербери
Бербери (који се називају и Имазигени, „слободан човек“, Amazigh) су етничка група која живи у северној Африци, и говори берберски језик. У северној Африци има око 20 милиона људи који говоре берберски, а који живе претежно у Мароку и Алжиру са мањим заједницама које живе на подручју до Египта на истоку, и до Буркине Фасо на југу.
Од самог почетка познате историје, Бербери су били староседелачко становништво северне Африке. (Бербер је име које су им дали други и које они сами не користе. Њихова територија се протеже од Египта до Мауританије и од Средоземља до обода историјске под-сахарске Африке (не северне Африке)
Многе империје и народи су освојили историјске делове берберских земаља (коју они зову "Tamazgha"), почевши од Феничана и Грка, затим Римљани, Вандали, Византинци, Арапи, Турци, Французи, Британци, Шпанци и Италијани.

## Народ Имазигена и њихова веровања
Имазигени (што значи слободни и племенити људи), су постали следбеници многих веровања: Од властитих раних пантеистичких религија (Бог је у свему), до многобожачких веровања (идолатрија) Феничана, Египћана, Грка и Римљана, и монотеистичких религија као јудаизам, хришћанство и ислам. Од 13. века, већина Имазигена упражњава ислам који се уградио дубоко у њихове душе. Кроз своју историју, Имазигени су увек имали своје хероје и хероине који су бранили своју северну Африку али су били подвргнути надмоћној „цивилизованој снази“ снажнијег освајача.

## Термин "Amazigh"
Берберски „националисти“ лобирају за употребу термина "Amazigh", који они сами користе у свом језику. "Amazigh" представља „слободног“ или „племенитог“ човека; у множини је "Imazighen". Као заједничко име језика који говоре, Имазигени користе термин "Tamazight". Овај назив се такође користи за говор Имазигена у Алжиру и средњем Атласу у Мароку и Либији. Глас "gh" у речима Tamazight и Amazigh се изговара као оштро „Р“ (Амазир).
Људи који говоре берберски језик користе своје локалне називе за изражавање регионалних варијација, као Тарифит, ("Tarrifit") у северном Мароку, Ташилит (Tashilhit) у долини Соус у Мароку и неким деловима Либије и слично. Оригинални Амазирски алфабетски систем за транскрипцију се назива „Тифинар“ ("Tifinagh"). Остали транскрипциони системи у употреби укључују латинични и арапске адаптације представљања Тифинара.

## Биолошко сродство
Као највеће и скоро једино аутентично староседелачко становништво у северној Африци, амазирска-берберска популација показује различите степене биолошког сродства с Европљанима, људима с блиског истока и под-сахарским африканцима. Они који су насељени у северном Магребу (западни део северне Африке) и већина оних који живе у Атласким планинама су типично светлосмеђи или светлијег изгледа, са учесталом појавом светле и црвене косе и зелених и плавих очију што је уобичајено у целом региону. Они који живе у или у близини Сахаре су смеђи или веома тамнопути.
Усамљене групе људи који говоре Тамазир се могу наћи у целој северној Африци, од Атлантског океана на западу до Египта на истоку. Сликовито обојено номадско берберско племе, Туарег, чији ратници носе плаву одећу и зарове боје индига, још увек тумарају сахарском пустињом.

## Семенска пољопривреда
Насупрот популарном романтичарском предању које описује Имазигене као номадске народе који прелазе пустињу на леђима камила, већина се заправо бави семенском пољопривредом у планинама и долинама широм северне Африке. Неки од њих се такође, укључују у трговину широм регије, што је много пута имало огроман утицај на историју афричког континента.
Трговачки путеви који су успостављени од западне Африке до Средоземља су повезивале људе јужне Европе с добрим делом подсахарске Африке већ хиљадама година. Постоји пет трговачких путева који се протежу од северних обала афричког Средоземља до великих градова који су смештени на јужном ободу Сахаре. Берберски трговци су били задужени за превоз робе из тих градова на Север. Одатле, она је била дистрибуирана широм света.

## Мароко и Алжир - права берберска земља
Некима је изненађујуће када чују да северно-афричке муслиманске земље Мароко, и Алжир, у етничком смислу, нимало нису арапске, већ берберске/амазирске анционе, које говоре језик потпуно другачији од арапског. У политичком смислу, арапска мањина је доминирала овим земљама већ вековима, и покушала - иако без много успеха - да искорени берберски језик.
Исто се може рећи и за тренутне вође Марока и Алжира, који су до данашњег дана покушавали да наметну арапски идентитет својих земаља. Последњих година, Магреб је прошао кроз буђење берберске националне свести.

## Признавање идентитета
После много година репресије, „Марокански амазирски покрет“ је ушао у веома активну и одлучујућу фазу борбе за признавање амазирског идентитета Марока. Све више Имазигена су организовани и укључени у своје локалне заједнице како би подигли глас против маргинализовања Амазирске културе и језика.
Скоро десетак амазирских удружења су створени у последњих неколико година. Штавише, продавци новина и књижаре у свим већим градовима су испуњени берберским часописима и други издањима које нуде изванредне чланке о њиховој култури. Овај ентузијазам не дели државна штампа, радио и телевизија која је под контролом власти.

## Позив на прихватање берберског идентитета
У Алжиру, где је покрет за признавање права берберског језика најизраженији и најјачи, било је повремених масовних демонстрација од 1980. године када је устанак познат под називом „берберско пролеће“ наметнуо ово питање јавном мњењу. Тај покрет је наставио с деловањем. У јуну 2001. године, преко милион Имазигена је демонстрирало у Алжиру и Мароку, тражећи службено прихватање Амазирског идентитета као и образовање на берберском језику које би финансирала држава.
У Мају 2002. годне, Имазигени из региона Кабилије (Алжир) у којем се говори Тамазирт-берберски језик, бојкотовали су парламентарне изборе јер су сматрали да је целокупан парламентарни систем у земљи намештен против њих. Приличан број људи је изгубио живот протеклих неколико година у Алжиру, и дуготрајно решење проблема још није на помолу.

## Образовање за Бербере - Имазигене
Протести Бербера су имали ограничени успех, али су барем успели да добију увод у формално учење берберског језика у неким мароканским и алжирским школама и универзитетима. Снажна амазирска жеља за успостављањем властитог идентитета се повећава.
Хиљаде људи који говоре језик Тамазирт у Тунису, од севера до југа, живи су сведоци виталности Тамазирског језика и културе и мирног отпора народа Амазир упркос немилосрдној репресији. Грађани Туниса који говоре берберски се усуђују користити свој матерњи језик једино у приватности својих домова.
Либија упражњава исту врсту језичког и културолошког геноцида према Амазирском идентитету. Право на скуп и формирање удружења не постоји, и свако ко се усуди да јавно изрази свој берберски идентитет се може казнити смрћу, затворском казном или протеривањем из земље.

## Старо наслеђе Гуанћес
Аутохтоно амазирско наслеђе народа Гуанћес на Канарским острвима шпанске власти користе само као локални фолклор да привуку туристе. Амазирске асоцијације тренутно раде на обнови и популарисању древног канарског културног идентитета. Како би помогао својим сродницима у архипелагу, Светски амазирски конгрес (ЦМА) охрабрује развијање размена чланова канарских и амазирских удружења широм берберске северне Африке (Tamazgha) и дијаспоре.

## Људи, речи и слике
У самом почетку берберске цивилизације, постоје људи, затим речи, затим слике животиња и остале живе ствари, чињенице које показују рани живот Имазигена нацртане су на зидовима пећина неколико хиљада година пре нове ере. Многи од урезаних цртежа постоје на неколико важних праисторијских грађевина, широм северозападне Африке, берберске земље, зване Tamazgha, која открива огромну и планинску земљу и и пустињу од Канарских острва до оазе Сива у Египту.

## Уметност, симбол и звук
Уметници и интерпретатори староседеоци берберске земље, писци и музичари који одражавају трилогију амазирске културе која описује људе, уметности, симболе и звук, је много више него само начин изражавања, то је медијски начин бележења стварних берберских традиција као и комуникације и преноса берберског културног наслеђа новим генерацијама како би одржале једну од најстаријих цивилизација на земљи.

## Имазигени у свету
Данас има око два милиона Имазигена у Француској који доприносе у економском, научном, уметничком и спортском домену. У француском друштву, Бербери су пронашли све највеће вредности на којима су базирана и њихова властита: демократију, слободу, лојалност и једнакост. Веома су добро интегрисани у француску републику и велики број их је успео у пословима, администрацији, мединици, истраживањима, уметничким занимањима и спорту.
Занимљиво је напоменути на пример да су Едит Пијаф, Молуђи, Данијел Превост, Изабел Ађани, Зинедин Зидан и многи други, берберског порекла.
Берберска популација се такође населила у Холандији, Белгији, Канади, САД, Норвешкој, Шведској, Немачкој и Енглеској.